# Хедона
Хедона (грч. Ἡδονή) је у грчкој митологији била персонификација задовољства, уживања и радости.
То је био важан концепт у античкој грчкој филозофији, посебно у епикурејској школи. То је такође корен енглеске речи хедонизам.

## Митологија
Била је кћерка Ероса и Психе и због свог оца, више је повезивана са еротским задовољством. Њена супротност је била Алгеја, персонификација бола. Римљани су је називали Волупта (лат. Voluptas). Платон је цитирао Сократа где он Афродиту назива Хедона, што је у складу са личношћу те богиње.